# Fujiwara no Kintō
Fujiwara no Kintō, noto anche come Shijō-dainagon (藤原 公任; 966 – 4 febbraio 1041), è stato un poeta giapponese, ammirato dai suoi contemporanei e burocrate di corte del periodo Heian.

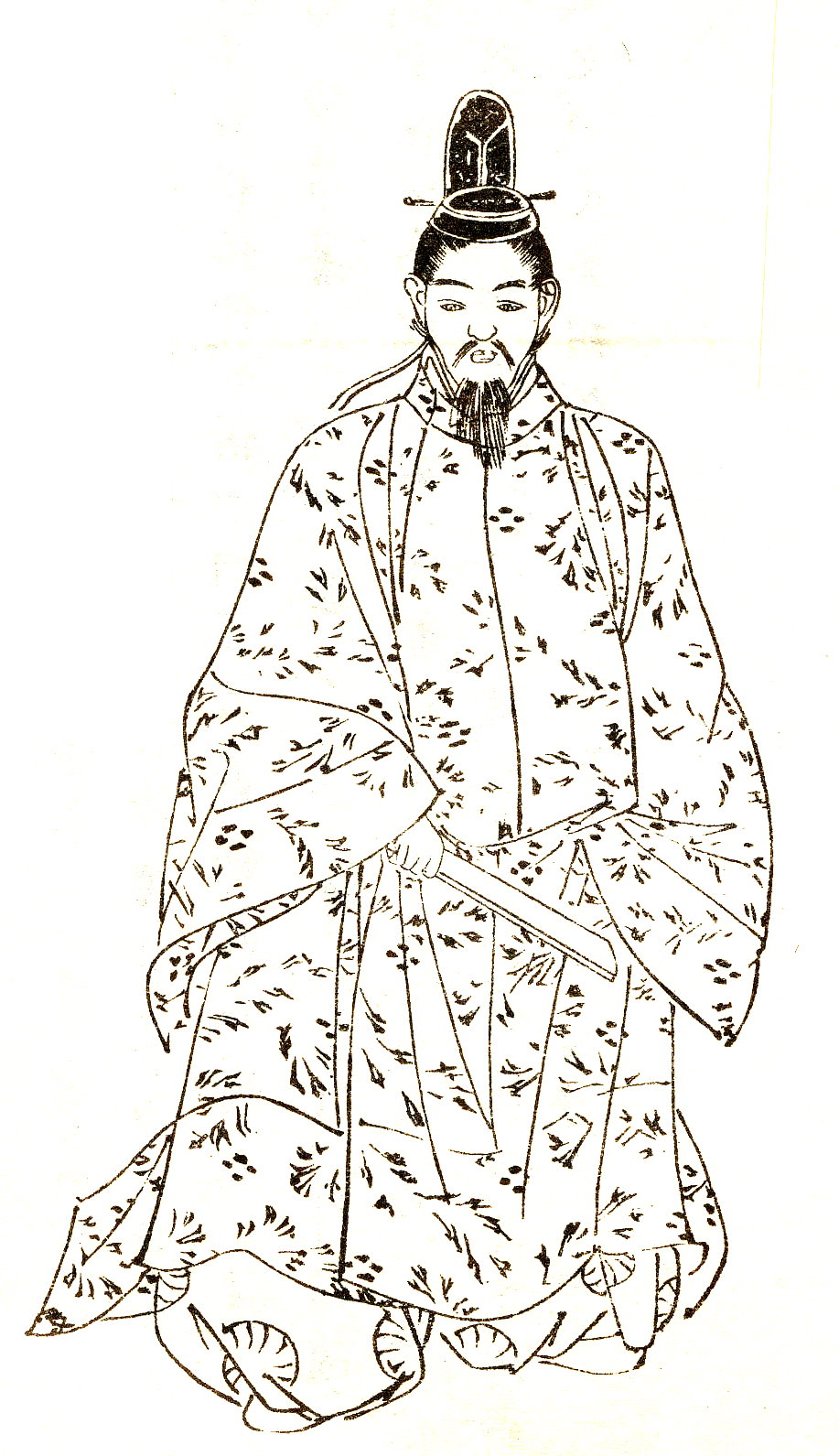
Fujiwara no Kintō di Kikuchi Yōsai

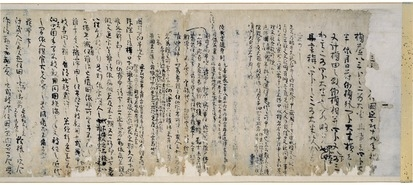
Antologia di costumi, regole cerimoniali e sistemi politici (KOKUZAN SHO). Autografo di Fujiwara no Kintō

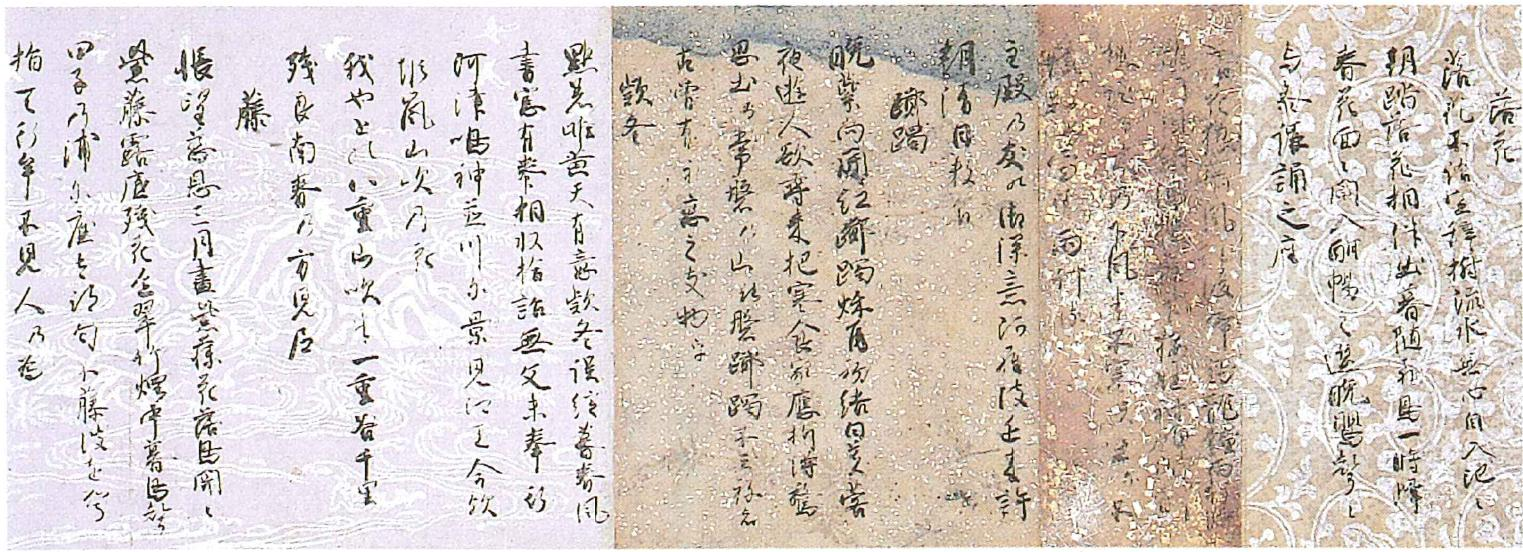
Poesie dall'antologia Wakan rōeishū, testo di Fujiwara no Kintō, calligrafo sconosciuto all'inizio del XII secolo

Suo padre era il reggente Fujiwara no Yoritada e suo figlio Fujiwara no Sadayori. Calligrafo e poeta esemplare, è menzionato in opere di Murasaki Shikibu, Sei Shōnagon e in una serie di altre importanti cronache e testi.

## Biografia
Kintō scrisse un gran numero di poesie, così come molte antologie di poesie tra cui lo Shūi Wakashū e il Wakan rōeishū. Selezionò anche il raggruppamento dei "Trentasei Geni Poetici" o "Trentasei Immortali della Poesia", l'"Antologia di Poesie dei Trentasei Poeti" (Sanjūrokkasen), spesso vista nell'arte Ukiyo-e. L'antologia:
"... conteneva dieci poesie ciascuna di Hitomaro, Tsurayuki, Mitsune, Ise, Kanemori e Nakatsukasa, e tre poesie ciascuna di Yakamochi, Akahito, Narihira, Henjô, Sosei, Tomonori, Sarumaru, Komachi, Kanesuke, Asatada, Atsutada, Takamitsu , Kintada, Tadamine, Saigû no Nyôgo, Yorimoto, Toshiyuki, Shigeyuki, Muneyuki, Sane-akira, Kiyotada, Shitagô, Okikaze, Motosuke, Korenori, Motozane, Kodai no Kimi (leggi anche O-ô no Kimi), Nakafumi, Yoshinobu e Tadami. Ha servito la corte Heian nella posizione di nagon contemporaneamente a Minamoto no Tsunenobu, Minamoto no Toshikata e Fujiwara no Yukinari, tutti grandi poeti. I quattro sono diventati noti come Shi-nagon ( quattro nagon)." 
Probabilmente fu anche vitale nella compilazione dello Shūi Wakashū dell'Imperatore Kazan (in cui compaiono 15 delle sue poesie), avendone compilato tra il 996 e il 999 lo scheletro originale, una raccolta chiamata Shuisho.